# Basananthe aciphylla
Basananthe aciphylla là một loài thực vật có hoa trong họ Lạc tiên. Loài này được Thulin mô tả khoa học đầu tiên năm 1991.